# Iwona Obuchowska
Iwona Obuchowska – polska okulistka, chirurg, doktor habilitowana nauk medycznych.
Dyplom lekarski otrzymała na Akademii Medycznej w Białymstoku w 1993 i na tej uczelni pracuje do dziś. Stopień doktorski uzyskała w 1997 roku na podstawie pracy „Rozmieszczenie i aktywność katepsyny A w tkankach oka”, przygotowanej pod kierunkiem Andrzeja Stankiewicza. Specjalizację I i II stopnia z okulistyki ukończyła odpowiednio w 1997 i 2001 roku. Habilitowała się w 2015 roku na podstawie oceny dorobku naukowego i cyklu publikacji pod tytułem „Zaburzenia drogi wzrokowej w chorobach naczyniowych ośrodkowego układu nerwowego”. W latach 1995–2003 była asystentem, a od 2003 jest adiunktem w Klinice Okulistyki Uniwersytetu Medycznego w Białymstoku, kierownej przez Zofię Mariak, gdzie pracują także m.in. Ewa Proniewska-Skrętek oraz Renata Zalewska. Należy do Polskiego Towarzystwa Okulistycznego.
Swoje prace publikowała w czasopismach krajowych i zagranicznych, m.in. w „Klinice Ocznej” i „Okulistyce”. Zainteresowania kliniczne i badawcze I. Obuchowskiej dotyczą m.in. chirurgii zaćmy oraz neurookulistyki.